# 特羅斯強卡 (比洛吉里亞區)
50°2′30″N 26°26′6″E / 50.04167°N 26.43500°E
特羅斯強卡（烏克蘭語：Тростянка），是烏克蘭西部的村莊，隸屬赫梅利尼茨基州的舍佩蒂夫卡區。該村面積0.08平方公里，海拔高度260米，2001年人口228，人口密度每平方公里2,814.8人。